# Mateo Ortiz
Luis Mateo Ortiz Lara (Guayaquil, Ecuador; 31 de enero de 2000) es un futbolista ecuatoriano. Juega de centrocampista y su equipo actual es el Manta Fútbol Club de la Serie A de Ecuador.

## Trayectoria
Mateo se formó en las inferiores de Emelec, jugó en el equipo filial, Rocafuerte Fútbol Club, el torneo de Segunda Categoría del Guayas en la categoría sub-17 entre 2015 y 2017. Independiente del Valle lo ficha en 2018 para jugar en la reserva del equipo y en 2019 lo promueve al equipo filial, Independiente Juniors, para disputar la Serie B de Ecuador, aquí tuvo su debut en el fútbol profesional ecuatoriano, además jugó en la Copa Ecuador la llave de dieciseisavos de final ante Universidad Católica.
En 2020 fue parte del equipo sub-20 que quedó campeón de la Copa Libertadores de la categoría siendo una de las piezas claves del equipo, en esa temporada volvió a jugar en la filial del club, Independiente Juniors. Ortiz debutó por el primer equipo del club el 14 de octubre de 2020 contra Mushuc Runa por la Serie A de Ecuador, partido disputado en el estadio Cooperativa de Ahorro y Crédito Mushuc Runa, el resultado final fue derrota 2-3 de Independiente, con Ortiz siendo titular y jugando todo el encuentro.
En la temporada 2021 se consolidó en el equipo de primera y fue campeón de la Serie A al derrotar en la final al Club Sport Emelec, entró al cambio por Junior Sornoza en el partido de vuelta. A nivel internacional debutó en la temporada 2022, fue en la fase de grupos de la Copa Libertadores el 20 de mayo ante Atlético Mineiro de Brasil, igualmente jugó la Copa Sudamericana en el segundo semestre de ese año, dando como resultado el título de campeón.
En marzo de 2023 se confirmó su préstamo por una temporada al Football Club Honka Espoo de la Primera División de Finlandia.
En enero de 2024 se confirmó su cesión al F. C. Sheriff Tiraspol de Moldavia. En 2025 firmó con el Manta Fútbol Club en calidad de agente libre tras finalizar su vínculo con Independiente del Valle.

## Estadísticas

### Clubes
Actualizado al último partido disputado el 17 de agosto de 2025.
| Club                              | Div.          | Temporada     | Liga  | Liga  | Copas nacionales | Copas nacionales | Copas internacionales | Copas internacionales | Otros | Otros | Total | Total |
| Club                              | Div.          | Temporada     | Part. | Goles | Part.            | Goles            | Part.                 | Goles                 | Part. | Goles | Part. | Goles |
| --------------------------------- | ------------- | ------------- | ----- | ----- | ---------------- | ---------------- | --------------------- | --------------------- | ----- | ----- | ----- | ----- |
| Independiente Juniors · Ecuador   | 2.ª           | 2019          | 20    | 3     | 2                | 0                | —                     | —                     | —     | —     | 22    | 3     |
| Independiente Juniors · Ecuador   | 2.ª           | 2020          | 13    | 1     | —                | —                | —                     | —                     | —     | —     | 13    | 1     |
| Independiente Juniors · Ecuador   | 2.ª           | 2021          | 1     | 0     | —                | —                | —                     | —                     | —     | —     | 1     | 0     |
| Independiente Juniors · Ecuador   | Total club    | Total club    | 34    | 4     | 2                | 0                | 0                     | 0                     | 0     | 0     | 36    | 4     |
| Independiente del Valle · Ecuador | 1.ª           | 2020          | 1     | 0     | —                | —                | 0                     | 0                     | —     | —     | 1     | 0     |
| Independiente del Valle · Ecuador | 1.ª           | 2021          | 6     | 0     | 0                | 0                | 0                     | 0                     | —     | —     | 6     | 0     |
| Independiente del Valle · Ecuador | 1.ª           | 2022          | 12    | 1     | 5                | 0                | 5                     | 0                     | —     | —     | 22    | 1     |
| Independiente del Valle · Ecuador | Total club    | Total club    | 19    | 1     | 5                | 0                | 5                     | 0                     | 0     | 0     | 29    | 1     |
| F. C. Honka · Finlandia           | 1.ª           | 2023          | 27    | 2     | 4                | 0                | 2                     | 0                     | 0     | 0     | 33    | 2     |
| F. C. Honka · Finlandia           | Total club    | Total club    | 27    | 2     | 4                | 0                | 2                     | 0                     | 0     | 0     | 33    | 2     |
| F. C. Sheriff Tiraspol Moldavia   | 1.ª           | 2023-24       | 4     | 0     | 2                | 0                | 0                     | 0                     | 0     | 0     | 6     | 0     |
| F. C. Sheriff Tiraspol Moldavia   | Total club    | Total club    | 4     | 0     | 2                | 0                | 0                     | 0                     | 0     | 0     | 6     | 0     |
| Manta F. C. · Ecuador             | 1.ª           | 2025          | 14    | 0     | 0                | 0                | —                     | —                     | —     | —     | 14    | 0     |
| Manta F. C. · Ecuador             | Total club    | Total club    | 14    | 0     | 0                | 0                | 0                     | 0                     | 0     | 0     | 14    | 0     |
| Total carrera                     | Total carrera | Total carrera | 98    | 7     | 13               | 0                | 7                     | 0                     | 0     | 0     | 118   | 7     |
| 1. 2.                             |               |               |       |       |                  |                  |                       |                       |       |       |       |       |

## Palmarés

### Campeonatos nacionales
| Título             | Club                    | Año  |
| ------------------ | ----------------------- | ---- |
| Serie A de Ecuador | Independiente del Valle | 2021 |
| Copa Ecuador       | Independiente del Valle | 2022 |

### Campeonatos internacionales
| Título                   | Club                    | Año  |
| ------------------------ | ----------------------- | ---- |
| Copa Libertadores Sub-20 | Independiente del Valle | 2020 |
| Copa Sudamericana        | Independiente del Valle | 2022 |